# Druhá osmansko-mamlúcká válka
Osmansko-mamlucká válka v letech 1516–1517 byla již druhým ozbrojeným konfliktem mezi Osmanskou říší a mamlúckým sultanátem. Válka skončila definitivní porážkou egyptských mamlúků a naopak z dosud okrajové Osmanské říše učinila vedoucí mocnost islámského světa. Říše Osmanských Turků, která dosud ovládala jen území Anatolie a Balkánu, se významně rozrostla o oblasti Levanty, Egypta a Hidžázu, čímž ovládla také posvátná místa spjaté s islámem jako města Mekka, Medína, Káhira, Damašek či Aleppo. Navzdory tomu zůstalo centrum osmanské moci v Konstantinopoli. Poslední mamlúcký vládce sultán Tumanbáj II. byl Osmanskými Turky popraven a na jeho místo byl dosazen loutkový vládce, původně mamlúcký povstalec, jako guvernér. Mamlúcký Egypt se tak stal podřízeným vazalem Osmanské říše a přeměněn v ejálet, tedy v pouhou provincii, kde ještě dlouho poté sváděla vysoká třída mamlúků mocenské boje se zástupci Osmanské říše. S porážkou mamlúckého sultanátu došlo také k pádu tradičního abbásovského chalífátu se sídlem v Káhiře a vytvoření nového osmanského chalífátu.

## Galerie

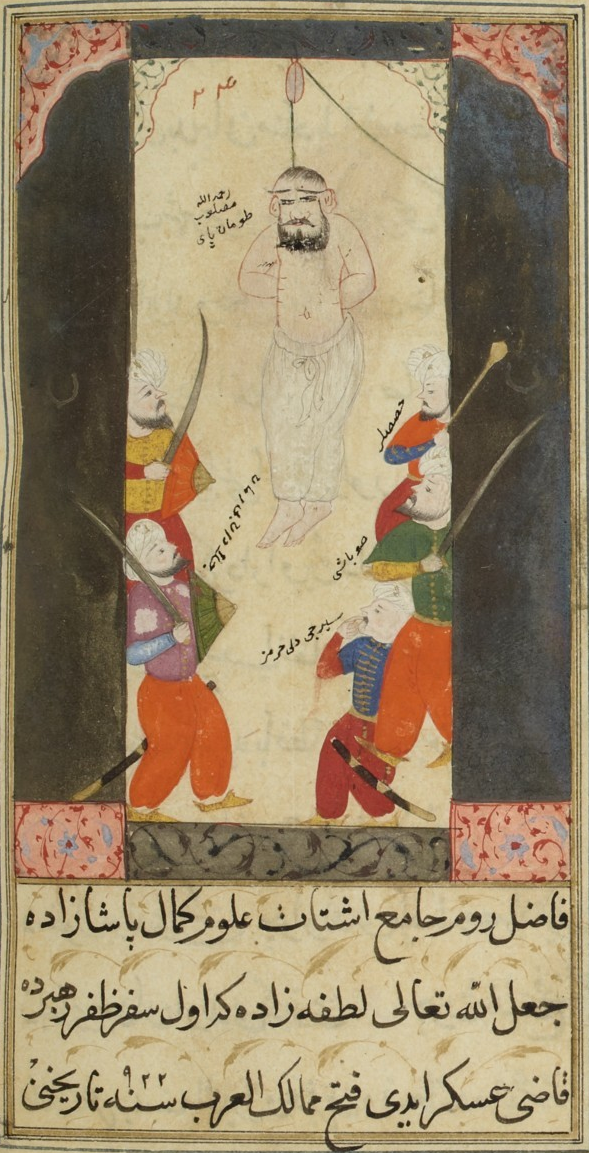
poprava Tumanbáje II.
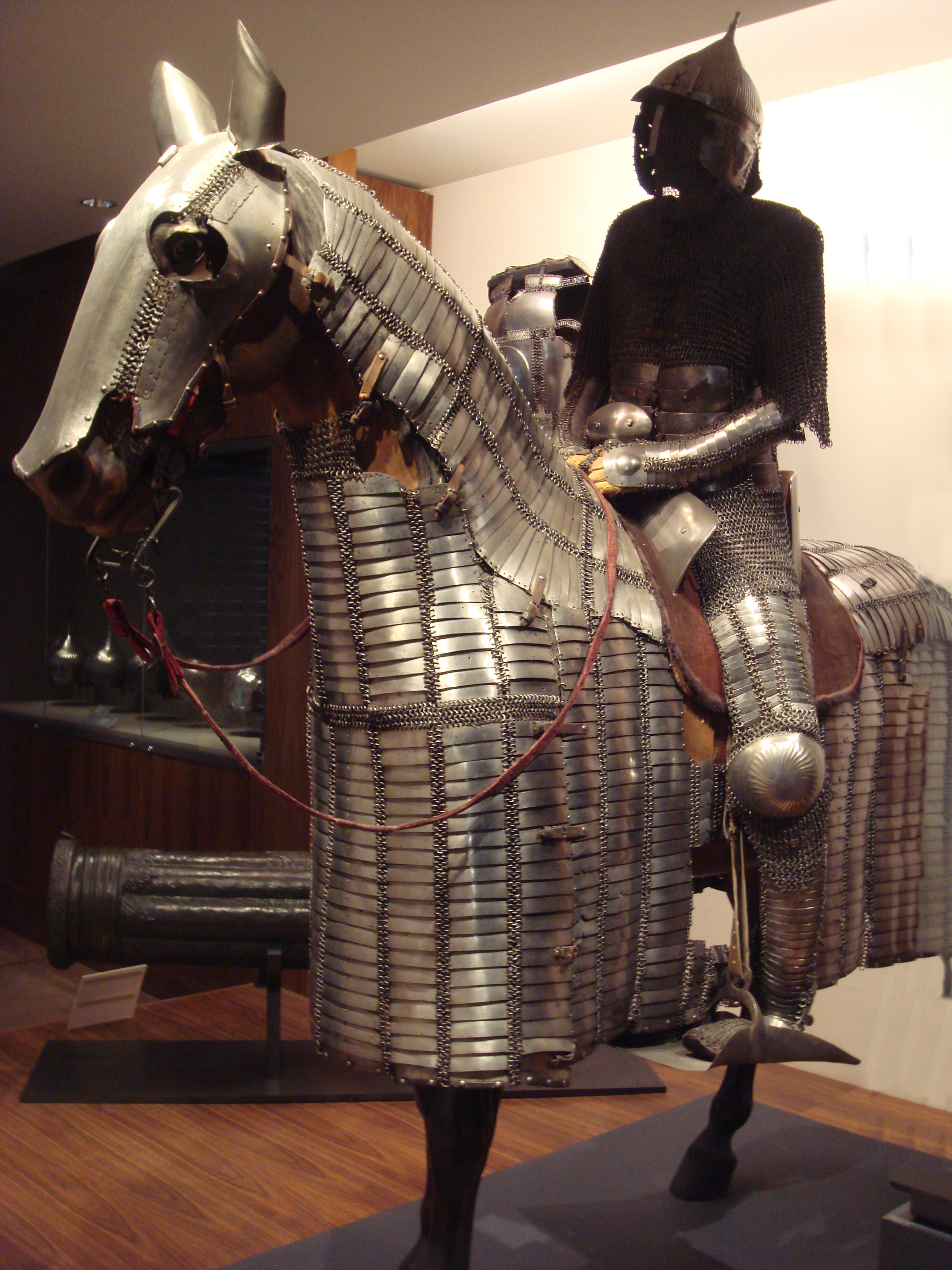
zbroj osmanského těžkého jezdce
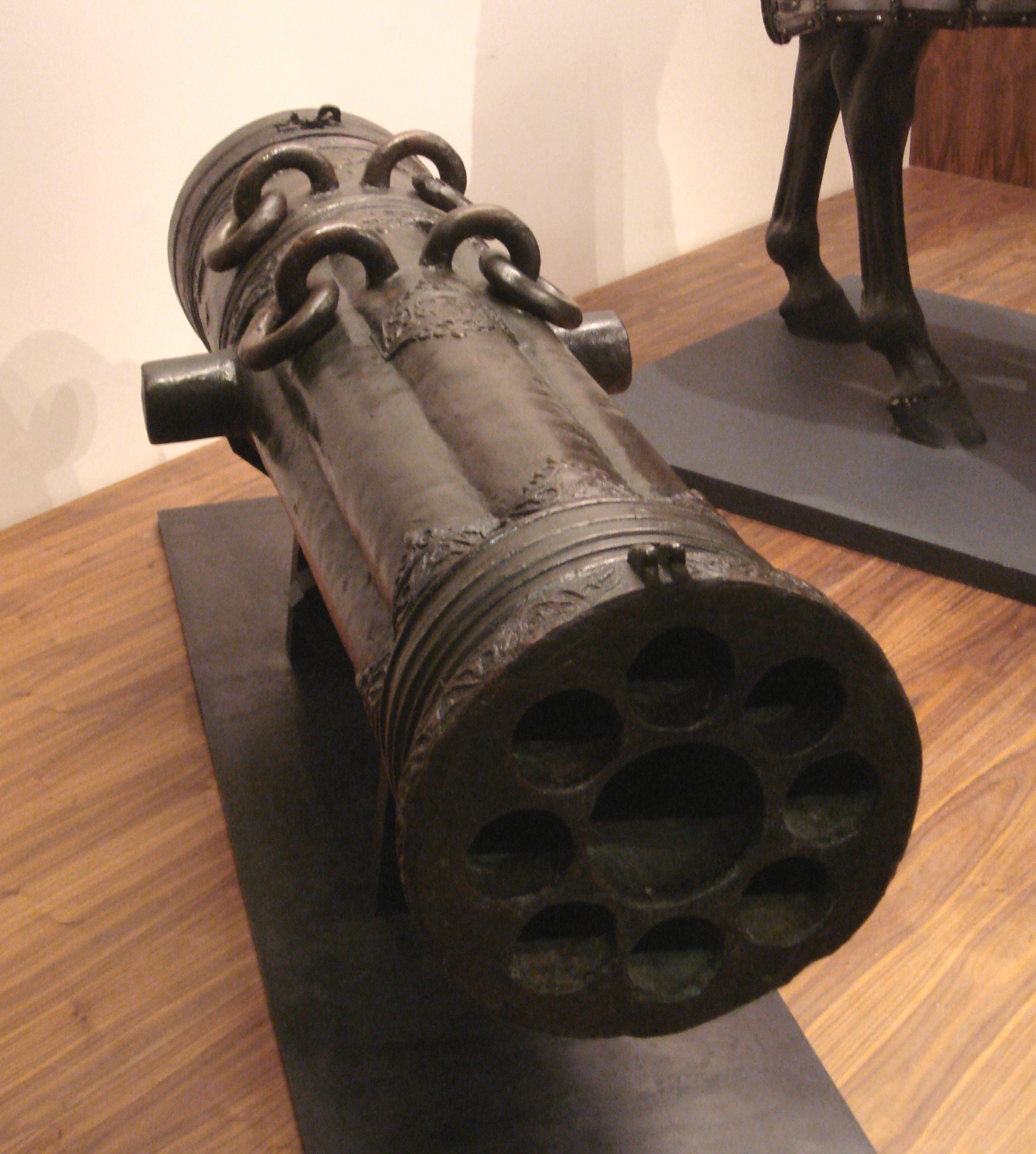
osmanské dělo ze 16. století
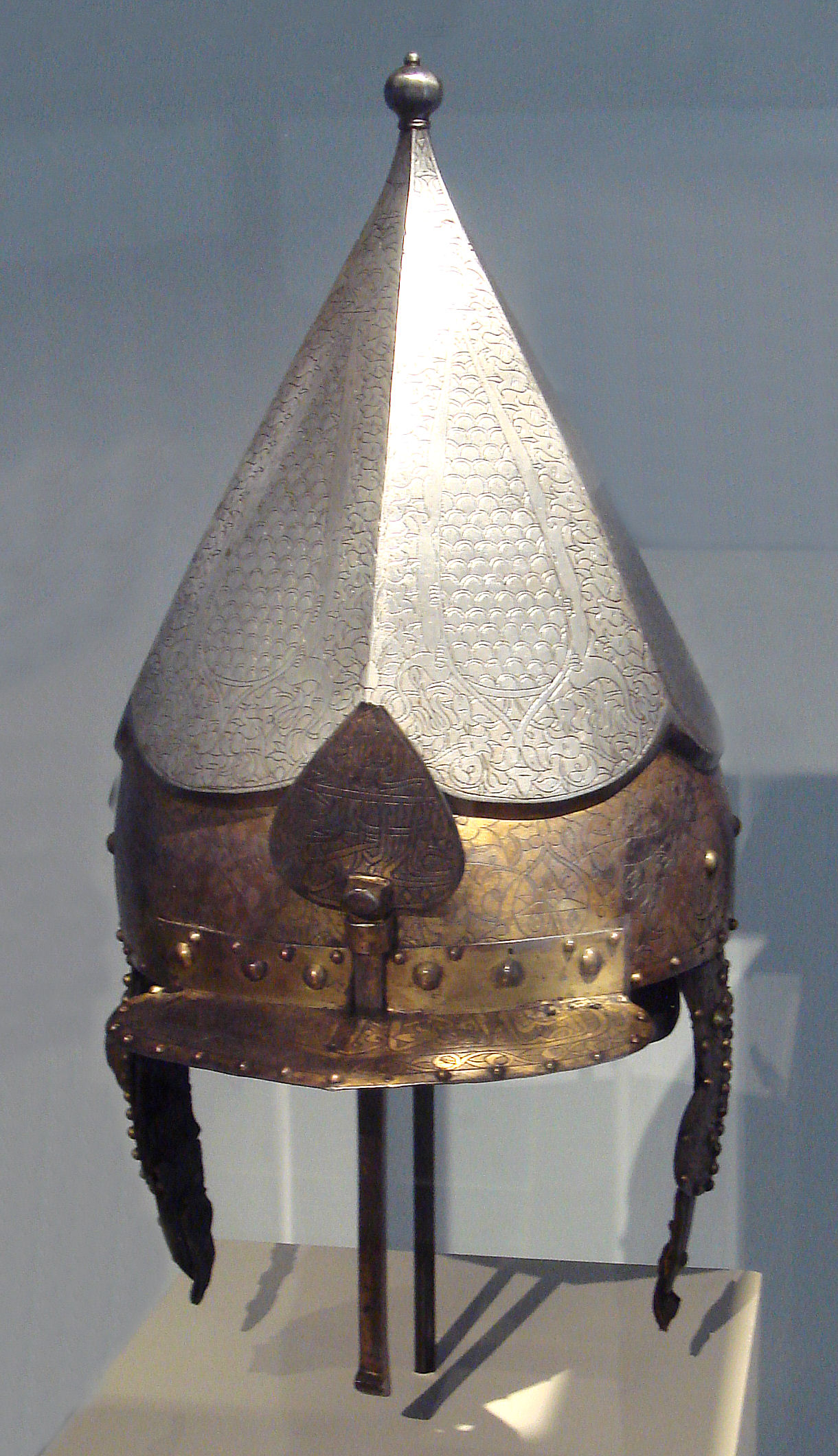
zdobená osmanská přilba z první pol. 16. století
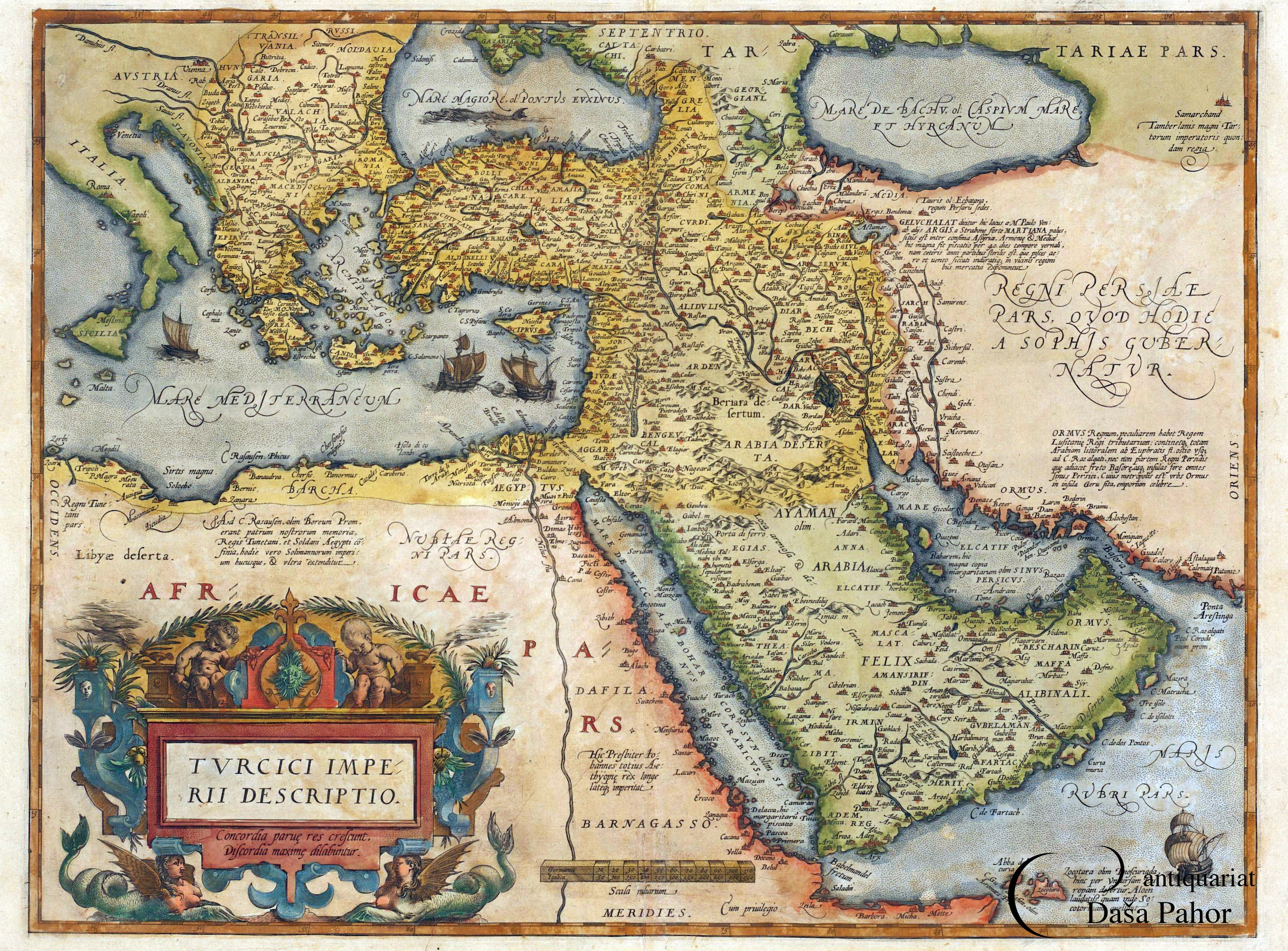
historická mapa Osmanské říše z Antwerp, 1570